# Hôtel Lambert (obóz polityczny)

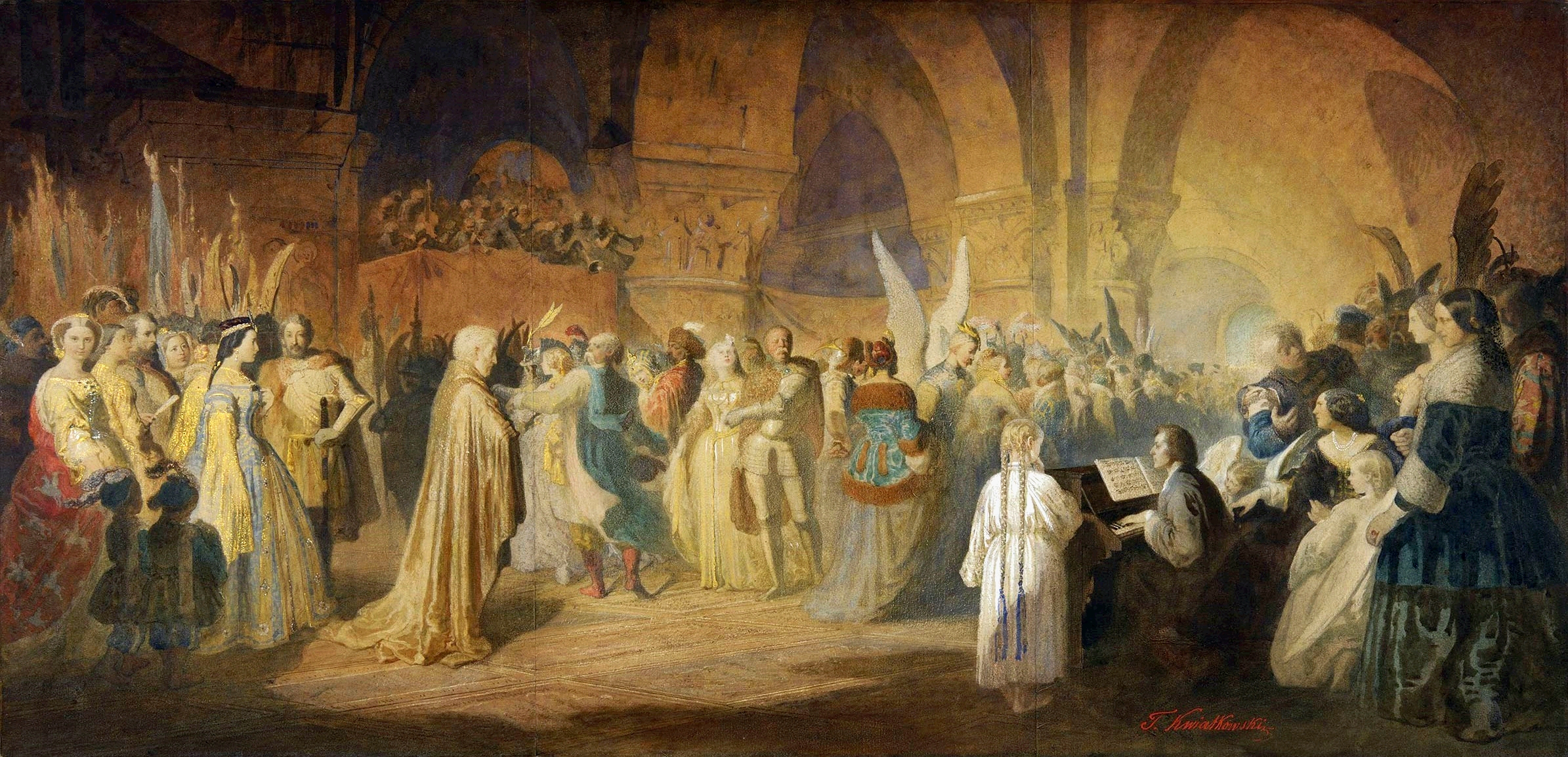
„Polonez Chopina – Bal w Hôtel Lambert w Paryżu”. Akwarela, Teofil Kwiatkowski, 1849–1860, Muzeum Narodowe w Poznaniu

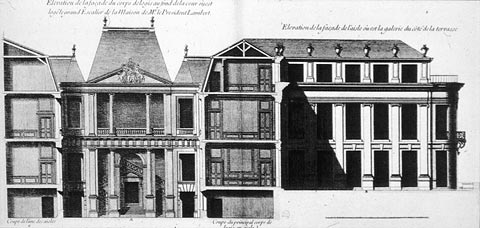
Hotel Lambert w latach 1655–1656

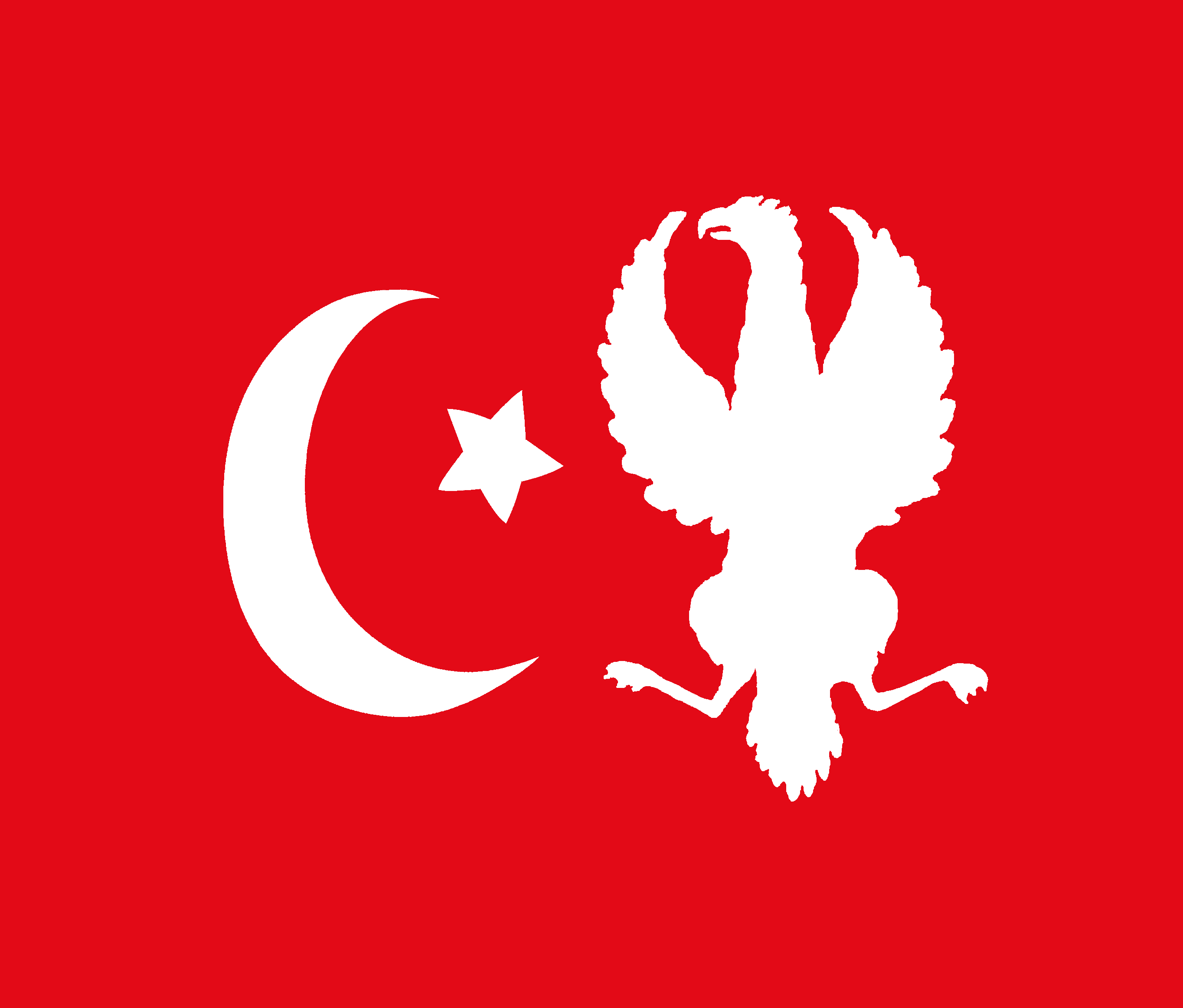
Sztandar Dywizji Kozaków Sułtańskich, tworzonej pod auspicjami Hôtel Lambert

Hôtel Lambert – powstały w 1833 roku w Paryżu monarchistyczny obóz konserwatywno-liberalny, działający na emigracji po powstaniu listopadowym. Skupiał głównie bogate kręgi społeczeństwa Wielkiej Emigracji. Politycznie opierał się na postanowieniach Konstytucji 3 Maja. Liczył na interwencję państw zachodnich w sprawie polskiej. Założył go i kierował nim ks. Adam Jerzy Czartoryski, a po jego śmierci jego syn, Władysław Czartoryski. Nazwa „Hôtel Lambert” zaczęła być używana od 1843 r., gdy Czartoryski nabył pałac Hôtel Lambert na Wyspie św. Ludwika i stał się on miejscem działania obozu.

## Powstanie obozu i jego cele

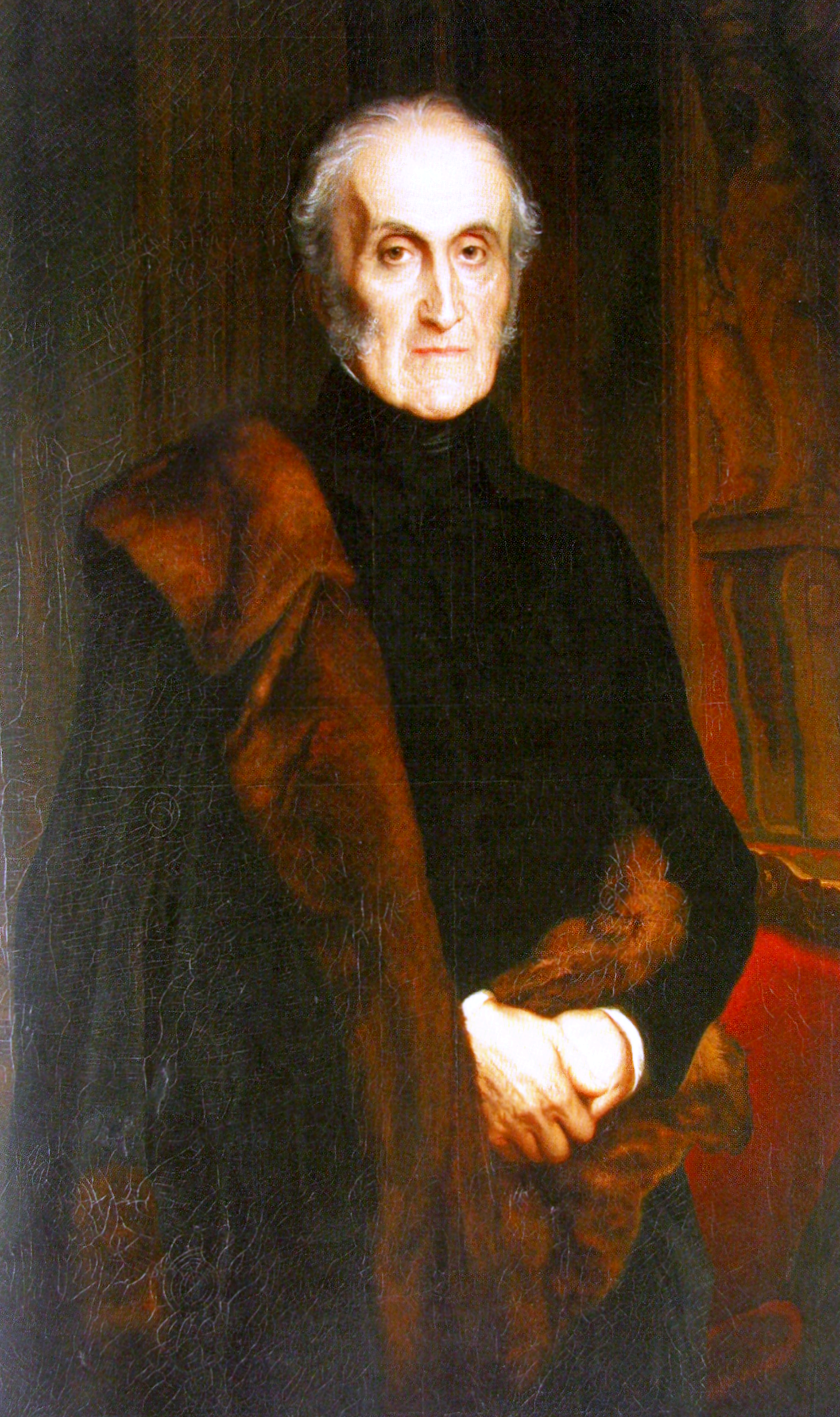
Książę Adam Jerzy Czartoryski

Zrzeszał cywilne i wojskowe kierownictwo powstania listopadowego oraz część inteligencji. Konserwatyści uważali, że Polska może odzyskać niepodległość tylko dzięki wielkiej wojnie mocarstw europejskich. Działalność ich polegała przede wszystkim na prowadzeniu działań dyplomatycznych. Próbowali przekonać Francję i Wielką Brytanię, że Rosja złamała jedną z zasad kongresu wiedeńskiego – równowagę sił. Książę Adam Jerzy Czartoryski rozesłał rządom europejskim memoriał informujący o przebiegu wydarzeń w Królestwie Polskim w latach 1830–1831. Poprzez swoich agentów podsycał ruchy narodowowyzwoleńcze na Bałkanach. Zwolennicy obozu konserwatywno-liberalnego uważali, że Polska odrodzona w granicach przedrozbiorowych powinna się stać monarchią konstytucyjną, opartą na Konstytucji 3 Maja. W 1833 roku powstał tajny Związek Jedności Narodowej, który występował z wyraźnym programem monarchicznym, sugerując powołanie na tron księcia Adama Czartoryskiego. Próbowano nawet ogłosić go królem de facto. O uzyskanie poparcia dla tych tendencji monarchicznych zabiegało też jawne Towarzystwo Monarchiczne Trzeciego Maja.
Pozytywne skutki działania Hôtel Lambert przejawiły się w pozyskaniu sympatyków dla sprawy polskiej i w zainteresowaniu nią polityków, zwłaszcza Francji i Wielkiej Brytanii. W Londynie doszło do powstania Towarzystwa Literackiego Przyjaciół Polski, które przez kilkadziesiąt lat propagowało sprawę polską w opinii brytyjskiej i udzielało pomocy emigrantom. Czartoryski próbował sięgać na terenie angielskim także do parlamentu – jednak zgłoszony tam wniosek o nieuznawanie stanu stworzonego przez Mikołaja I w Królestwie po powstaniu upadł z obawy przed zatargiem z Rosją. Poruszano też sprawę polską we francuskiej Izbie Deputowanych. Główne swe nadzieje wiązał wszakże Hôtel Lambert z narastającym konfliktem na Bliskim Wschodzie i na Bałkanach. Spodziewał się bowiem, że rywalizacja państw zachodnich z Rosją i Austrią na tym terenie doprowadzi do wojny, która jego zdaniem była nieodzownym warunkiem powodzenia wszelkiej akcji powstańczej na ziemiach polskich.

## Organizacja obozu
Na czele organizacji stał Sekretariat Generalny pod kierownictwem Władysława Zamoyskiego. W jego skład wchodzili: Ludwik Bystrzonowski, Janusz Woronicz, Teodor Morawski, Michał Budzyński. W 1838 powołano przy księciu Adamie Jerzym Czartoryskim Biuro Dyplomatyczne, do zadań którego należała koordynacja działań ugrupowania na arenie międzynarodowej.

## Działania i skutki
Hôtel Lambert zorganizował całą sieć polskich agentów dyplomatycznych, którzy działali zarówno na terenie Stambułu, czy w krajach bałkańskich zależnych od Turcji, jak i w Afganistanie, Persji i na Kaukazie, gdzie Polacy zwłaszcza starali się pomagać Gruzinom walczącym z Imperium Rosyjskim. Agenci Hôtel Lambert współdziałali z dyplomacją francuską i angielską, szczególnie w zwalczaniu wpływów rosyjskich. Przedstawiciele obozu konserwatywnego odegrali poważną rolę w rozwoju obozu liberalnego w Rumunii i Serbii oraz przyczynili się do pobudzenia świadomości narodowej w Bułgarii. O ile też zawiodły nadzieje Hôtel Lambert na wykorzystanie konfliktu na Bliskim Wschodzie w interesie polskim, o tyle rozbudzanie dążeń narodowowyzwoleńczych na Bałkanach tworzyło korzystniejsze warunki do zasadniczej zmiany układu sił międzynarodowych w Europie Wschodniej.
Deklarując swe przywiązanie do katolicyzmu, obóz Hôtel Lambert starał się także o pozyskanie przychylności kurii rzymskiej. Gdy demokraci potępiali stanowisko papieża Grzegorza XVI, który w encyklice Cum primum uznał powstanie listopadowe za dzieło wichrzycieli i zdradę prawowitego monarchy, Czartoryski usiłował wykorzystać niesnaski, do jakich doszło między papieżem a carem na tle nacisków Mikołaja I na Kościół katolicki na ziemiach polskich i litewskich. Okazało się z czasem, że to Watykan wyzyskał stosunki z Polakami w celu wzmocnienia swej pozycji wobec Petersburga i w 1847 roku papież podpisał konkordat (nietrwały co prawda) z caratem.
Pożyteczną rolę odegrał obóz Hôtel Lambert przy organizowaniu opieki materialnej nad emigrantami, a także przez popieranie działalności naukowej i oświaty. Patronował również dokształcaniu młodych oficerów i sztabowców. Podjęto próby organizowania legionów polskich; podejmowane przez obóz Czartoryskiego starania o stworzenie takich legionów w Hiszpanii, Portugalii czy nawet Egipcie nie dały poważniejszych rezultatów. Hôtel Lambert przyczynił się do wytworzenia stanu stałej obecności sprawy polskiej w europejskiej dyplomacji. Działał jednak w bardzo niesprzyjającej sytuacji międzynarodowej, tak iż w ostatecznym efekcie jego dyplomacja bez listów uwierzytelniających (jak ją nazwał niemiecki historyk Hans H. Hahn) nie mogła przynieść głównego rezultatu – zmiany warunków politycznych bytu narodu, a tym bardziej niepodległości.
W 1860 przy Hôtel Lambert powołano Biuro Paryskie Spraw Polskich, organ koordynujący działalność ugrupowań umiarkowanych na emigracji i we wszystkich trzech zaborach.
Po upadku Powstania Styczniowego działalność Hôtel Lambert skupiła się na ratowaniu i propagowaniu dorobku kultury polskiej. Służyły temu założone jeszcze w r. 1832 Towarzystwo Literackie i Biblioteka Polska.

## Organizacje powstałe w ramach Hôtel Lambert
- Towarzystwo Historyczno-Literackie w Paryżu
- Biblioteka Polska w Paryżu
- Związek Jedności Narodowej
- Biuro Paryskie Spraw Polskich
- Związek Insurekcyjno-Monarchiczny Wyjarzmicieli
- Towarzystwo Monarchiczne Trzeciego Maja
- Dywizja Kozaków Sułtańskich
- Le Polonais